# Procura-se
Procura-se  é um filme brasileiro de comédia romântica escrito por Leo Luz e Marcelo Saback com direção de Marcelo Antunez e produção de Framboesa Filmes . O longa estrelado por Camila Queiroz e Klebber Toledo teve sua estreia mundial em 25 de novembro de 2022 na plataforma de streaming HBO Max. É co-protagonizado por Noemia Oliveira, Kizi Vaz e Pedro Novaes. O longa é baseado na obra literária Procura-se um marido, de Carina Rissi.

## Premissa
Após a morte de seu querido e rico avô, Alicia descobre que terá que se casar para obter sua herança. Apaixonada pela vida de solteira, mas desesperada por dinheiro, ela busca um marido de aluguel. Baseado no best-seller de Carina Rissi.

## Elenco
- Camila Queiroz como Alicia Moraes de Bragança e Lima (Lili)
- Klebber Toledo como Max Cassani
- Noemia Oliveira como Mari
- Jonas Bloch como Narciso
- Leonardo Franco como Clóvis
- Charles Paraventi como Hector
- Kizi Vaz como Vanessa
- Pedro Novaes como Marcus Cassani
- Werner Schünemann como Julius Cassani
- Dedina Bernardelli como Mirna Cassani [1]
- Júnior Lisboa como Siqueira
- Miwa Yanagizawa como Rachel
- Duda Honorato como Alice (criança)
- Lavinia Marinho como Mari (criança)
- Felipe Mar como DJ
- Fabio Porchat como Fábio (homem na balada)
- Nataly Mega como Nataly (mulher na balada)
- Julianna Rodrigues como Moça na balada

## Lançamento
O filme foi lançado exclusivamente na HBO Max em 25 de novembro de 2022. 